# Antoni Biegun
Antoni Biegun ps. „Czarny Antek”, „Szary” i „Sztubak” (ur. 8 maja 1924 w Milówce, zm. 10 września 2001 w Krakowie) – kapitan Wojska Polskiego.

## Życiorys
Syn Karola i Rozalii z domu Talik. Miał 2 siostry: Zofię i Kazimierę. Do chwili wybuchu II wojny światowej mieszkał z rodziną w Milówce. 5 września 1940 został razem z rodziną, wysiedlono go na teren Lubelskiego, do Lipin Dolnych, powiat biłgorajski, dokąd przybyli w listopadzie 1940.
Zimą 1940 został zaprzysiężony na członka Narodowej Organizacji Wojskowej przez Janusza Stoboya ps. Wir, komendanta obwodu Biłgoraj NOW. W kwietniu 1942 został aresztowany przez gestapo za posiadanie radia i sabotaż. 8 maja 1942, po wcześniejszym dostarczeniu mu piłki do cięcia drewna i przecięciu drzwi do celi, uciekł z więzienia w Tarnogrodzie i jako „spalony”, został skierowany do lasu.
Razem z grupą kilku partyzantów w tym: Mikołajem Paśnik ps. Jastrząb, Adamem Kusz ps. Garbaty, stworzył zalążek oddziału partyzanckiego NOW, dowodzonego później przez por. Jana Przysiężniaka ps. Jan, Ojciec Jan. Walczył też w oddziałach Armii Krajowej kpt. Aleksandra Szklarka ps. Ryś i Zgrupowania Akcji Specjalnej Narodowych Sił Zbrojnych mjra Leonarda Zub Zdanowicza ps. Ząb i por. Wacława Piotrowskiego ps. Cichy.
Po przejściu frontu wschodniego przez teren lubelskiego wrócił do Milówki. Wcześniej kilka miesięcy, do czasu przejścia frontu przez teren żywieckiego, ukrywał się w klasztorze oo. Kapucynów w Krakowie. Podjął przerwaną naukę i zaczął pracować na kolei w Bielsku.
Zagrożony aresztowaniem przez UB, uciekł „do lasu”, gdzie z innymi poszukiwanymi, w lipcu 1945 założył oddział partyzancki, który w ciągu miesiąca urósł do 30 osób. Początkowo oddział zajął się likwidacją bandytyzmu, konfidentów współpracujących z obu reżimami, rozbrajaniem posterunków MO i antykomunistyczną akcją propagandową.
W sierpniu 1946 został mianowany podporucznikiem. W okresie lipiec 1945 – marzec 1947 był dowódcą oddziału w VII Okręgu NSZ, wchodzącego w skład zgrupowania kpt. Henryka Flamego ps. Bartek (między innymi ochraniał oddziały zgrupowania podczas defilady w dniu 3 maja 1946 w Wiśle), gdzie zatrzymał m.in. rodzinę dostojnika partyjnego, Aleksandra Zawadzkiego. Był przeciwny akcji wyjazdu żołnierzy zgrupowania na Ziemie Zachodnie, informując kpt. „Bartka”, że „Korzeń” i „Lawina” są konfidentami UB. W następstwie rozbieżności co do tej kwestii, razem z oddziałem opuścił zgrupowanie kpt. „Bartka”. Z jego polecenia członkowie jego oddziału zorganizowali nieudaną próbę likwidacji „Korzenia” i „Lawiny”. Ujawnił się z oddziałem w marcu 1947 i wyjechał na Ziemie Zachodnie. Gdy dowiedział się, że kpt. Henryk Flame ps. Bartek został zastrzelony, zaczął się ukrywać ponownie i podjął pracę pod zmienionym nazwiskiem w Stargardzie. Nadto wspólnie z Włodzimierzem Dobiją ps. Groźny w grudniu 1947 zorganizował organizację pod nazwą Narodowy Związek Walki.
24 lutego 1948 został aresztowany w Stargardzie i przewieziony do Krakowa. Po procesie, wyrokiem Wojskowego Sądu Rejonowego w Krakowie z dnia 29 lipca 1948 sygn. akt. Sr 609/48, został skazany na łączną karę 15 lat więzienia, 5 lat pozbawienia praw obywatelskich i przepadek całego mienia (przewodniczący sądu ppłk Julian Polan Charaschin, który m.in. skazał na karę śmierci Włodzimierza Dobiję ps. Groźny). Karę odbywał w więzieniach w Rawiczu i Wronkach. Został zwolniony 14 lipca 1956 po odbyciu kary 8 lat kary więzienia.
Był prezesem zarządu Okręgu Związku Żołnierzy Narodowych Sił Zbrojnych w Krakowie. Dekretem Prezydenta Rzeczypospolitej Polskiej z dnia 1 września 1989 został mianowany do stopnia porucznika (zaświadczenie nr 01042).
Zmarł 10 września 2001, został pochowany na cmentarzu parafialnym Borek Fałęcki w Krakowie.